# Radostowice

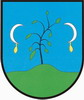
Nieoficjalny herb wsi Radostowice

Radostowice (niem. Radostowitz) – wieś w Polsce położona w województwie śląskim, w powiecie pszczyńskim, w gminie Suszec. W latach 1975–1998 miejscowość administracyjnie należała do województwa katowickiego. Powierzchnia wsi wynosi 4,36 km².
Poza północną granicą Radostowic rozciągają się lasy państwowe. Radostowice od wschodu graniczą z Pszczyną (dzielnica Stara Wieś) i częściowo z Czarkowem, od zachodu z Kobielicami, zaś południowym sąsiadem jest Poręba.
Wieś stała się popularna za sprawą programu Złomowisko PL, który w latach 2017-2021 był kręcony na terenie złomowiska w Radostowicach.
Przez wieś przebiega droga wojewódzka nr 935 łącząca Racibórz z Pszczyną.

## Nazwa
Nazwa wywodzi się od polskiej nazwy pozytywnej emocji ludzkiej – radości. Heinrich Adamy w swoim dziele o nazwach miejscowych na Śląsku wydanym w 1888 roku we Wrocławiu wymienia jako najstarszą zanotowaną nazwę – Radostowice podając jej znaczenie „Angenehmer Ort, Fraudenort”, czyli po polsku „przyjemna, miła, radosna miejscowość”.
Drugie możliwe pochodzenie to imię Radost, czyli imię rycerza, który rzekomo miał być właścicielem Czarkowa i okolic.

## Historia
Radostowice powstały w XIV w. 
W dokumencie sprzedaży dóbr pszczyńskich wystawionym przez Kazimierza II cieszyńskiego w języku czeskim we Frysztacie w dniu 21 lutego 1517 roku wieś została wymieniona jako Radostowicze. Kolejne źródło dokumentujące istnienie wsi to urbarz pszczyński z 1536 roku, który zawierał informacje na temat powinności poddanych wobec lokalnych baronów.
Na przestrzeni wieków Radostowice doświadczały licznych trudności, które hamowały ich rozwój. W XVII wieku wieś ucierpiała podczas wojny trzydziestoletniej, a w połowie XIX wieku głód i epidemia tyfusu doprowadziły do stagnacji gospodarczej.
W 1906 roku liczba mieszkańców wynosiła 614 osób. Większość ludności, poza niemieckimi nauczycielami, posługiwała się gwarą śląską. Podczas plebiscytu górnośląskiego frekwencja wśród uprawnionych do głosowania wyniosła 98%, z czego 79% oddało głos za przyłączeniem do Polski.
Podczas I wojny światowej w walkach uczestniczyło kilkudziesięciu mieszkańców Radostowic, z których część poległa na różnych frontach. W 1918 roku na terenie wsi powstała konspiracyjna komórka Polskiej Organizacji Wojskowej pod przywództwem Michała Zawiszy i Jakuba Mamoka, aktywnie zaangażowana we wszystkie powstania śląskie.
W 1936 roku rozpoczęto budowę linii kolejowej Rybnik-Żory, którą dwa lata później przedłużono do Pszczyny. Na granicy Radostowic i Czarkowa powstał przystanek kolejowy, co umożliwiło mieszkańcom podjęcie pracy w innych rejonach województwa, znacząco poprawiając ich warunki życia. Pierwszy pociąg pasażerski zatrzymał się na przystanku 21 listopada 1938 roku.

### II wojna światowa
Radostowice zostały zajęte przez wojska niemieckie 2 września 1939 roku. Tego dnia zginęło trzech cywilów. Większość mieszkańców została przypisana do III grupy narodowościowej, co oznaczało obowiązek służby w Wehrmachcie. W wyniku działań wojennych śmierć poniosło ponad trzydziestu radostowiczan, głównie na froncie wschodnim.
28 stycznia 1945 roku sąsiedni Czarków został zajęty przez jednostki radzieckiej 60. Armii dowodzonej przez generała Pawła Kuroczkina. W kolejnych dwóch tygodniach przez Radostowice przebiegała linia frontu. Ostatecznie, 10 lutego 1945 roku, niemieckie oddziały wycofały się w kierunku linii kolejowej Żory-Skoczów.
Podczas II wojny światowej istniał tu podobóz Auschwitz w którym przetrzymywano ok. 20 więźniów. Byli wykorzystywani głównie do prac leśnych. W styczniu 1945 r. przez miejscowość przeszły tzw. marsze śmierci z obozów Auschwitz-Birkenau w Oświęcimiu na stację kolejową w Wodzisławiu Śląskim.
W lesie, na przedłużeniu ulicy Bartniczej, znajduje się zbiorowa mogiła niemieckich żołnierzy, poległych na początku 1945 roku. Na grobie umieszczono krzyż z niewielką tabliczką, na której wypisano dane personalne jedynej znanej z nazwiska osoby, spoczywającej w tym miejscu: Willy Hollenbacher (1913-1945).

## Sport
We wsi znajduje się boisko do piłki nożnej oraz dwa place zabaw z siłownią.
W Radostowicach na początku 1998 roku przy Szkole Podstawowej został założony Uczniowski Klub Sportowy „Josieniec”. Pierwszym prezesem klubu został Tadeusz Szczotka. W tym samym roku ukończono budowę boiska sportowego, które po odbiorze przez władze piłkarskie umożliwiło zgłoszenie drużyny seniorów piłki nożnej do rozgrywek klasy „C”. Trenerem zespołu został Grzegorz Kolon.
Pierwszy oficjalny mecz na własnym boisku drużyna rozegrała 12 sierpnia 1998 roku w ramach rozgrywek o Puchar Polski. Przeciwnikiem był czwartoligowy zespół Polonii Łaziska, a trenerem drużyny gości Alojzy Łyska. W sezonie 1998/99 UKS „Josieniec” zakończył rozgrywki na piątym miejscu. W wyniku reorganizacji rozgrywek podokręgu Tychy drużyna awansowała do klasy „B”. W sezonie 2001/2002 następuje upragniony awans do klasy „A”.
W Radostowicach rozpoczyna się gminny szlak rowerowy "Zielona", prowadzący do Kobióra przez Lasy Kobiórskie, o łącznej długości 9,9 km.

## Religia
Pierwsze wzmianki o strukturach kościelnych w regionie pochodzą z XIII wieku, kiedy w Starej Wsi powstał kościół, który stał się później siedzibą parafii pw. św. Jadwigi Śląskiej. W okresie tym ustalono podział administracyjny, zgodnie z którym kościół pw. Wszystkich Świętych w Pszczynie przeznaczony był dla mieszczan, natomiast mieszkańcy okolicznych wsi, w tym Radostowic, należeli do parafii w Starej Wsi.
Pod koniec 1982 roku mieszkańcy Radostowic zwrócili się do proboszcza parafii w Czarkowie z prośbą o podjęcie działań zmierzających do budowy kościoła w ich miejscowości. 13 kwietnia 1984 roku naczelnik gminy Suszec wydał zgodę na budowę kaplicy oraz punktu katechetycznego w Radostowicach. Prace budowlane rozpoczęto 4 maja 1984 roku, a 9 czerwca 1985 roku do ich prowadzenia został oddelegowany ksiądz Edmund Żydek.
Pierwszym etapem było wzniesienie sal katechetycznych, które zostały poświęcone 28 lipca 1985 roku. Od tego momentu w budynku regularnie sprawowano Msze Święte. Po zakończeniu głównych prac budowlanych, 20 listopada 1985 roku biskup Janusz Zimniak dokonał uroczystego poświęcenia nowo powstałej świątyni. Projektantem kościoła był inżynier T. Korpecki, a funkcję konstruktora pełnił inżynier Norbert Kincel.
Decyzją władz kościelnych 27 listopada 1985 roku została utworzona tymczasowa parafia, wydzielona z parafii w Czarkowie. Ostateczne erygowanie parafii w Radostowicach miało miejsce 15 stycznia 1989 roku - Parafia pod wezwaniem Imienia Maryi.
W Radostowicach znajduje się również cmentarz parafialny, otwarty codziennie od 6 do zmroku.

## Szkolnictwo
Pierwsze wzmianki o szkolnictwie w okolicy pochodzą z 1765 roku, kiedy to pruska administracja wprowadziła szkoły elementarne. Jednak znaczne odległości między szkołą parafialną w Starej Wsi a okolicznymi osadami utrudniały realizację obowiązku szkolnego. Władze pruskie, świadome tego problemu, podjęły decyzję o budowie w 1866 roku wspólnej szkoły na granicy Radostowic i Poręby. W lutym 1867 roku uczniowie zostali przeniesieni ze Starej Wsi do Poręby. Mimo to mieszkańcy Radostowic dążyli do utworzenia własnej placówki edukacyjnej.
Szkoła podstawowa w Radostowicach rozpoczęła działalność 1 września 1886 roku. Budynek został wzniesiony z inicjatywy mieszkańców wsi przy wsparciu finansowym państwa pruskiego oraz księcia pszczyńskiego Jana Henryka XI Hochberga. Był to murowany obiekt obejmujący dwie sale lekcyjne oraz mieszkanie dla kierownika. Pierwszym kierownikiem szkoły został Hugo Schuster, który pełnił również funkcję jedynego nauczyciela. Nauka prowadzona była w języku niemieckim. W 1906 roku stanowisko kierownika objął Wiktor Krems, a od 1913 roku placówką zarządzał Fürzich. W tym czasie do szkoły uczęszczało 124 uczniów.
W okresie międzywojennym kierownikiem szkoły był Józef Buryan, który przed wybuchem II wojny światowej przeniósł się do Szkoły Podstawowej nr 26 w Chorzowie. Zastąpił go Michał Nikiel. W latach 30. XX wieku w szkole kształciło się 94 uczniów wyznania katolickiego, a pojawiła się także informacja o drugim nauczycielu – Zofii Przebindzie z Krakowa. Podczas II wojny światowej szkołą zarządzał Zielonka.
Po zakończeniu działań wojennych, 5 kwietnia 1945 roku, Inspektorat Szkolny w Pszczynie mianował Stanisława Garę kierownikiem szkoły. Rozpoczął on zapisy uczniów i 30 kwietnia 1945 roku wznowiono naukę. Do szkoły uczęszczało wówczas 92 uczniów, którzy podzieleni zostali na dwie grupy – pierwsza uczyła się w godzinach porannych, druga w godzinach popołudniowych. Stanisław Gara założył pierwszą kronikę szkoły, w której szczegółowo dokumentował jej działalność.
W związku ze wzrastającą liczbą uczniów dotychczasowy budynek stał się niewystarczający. Z inicjatywy społeczników Edwarda Gołysznego i Kazimierza Żelazo rozpoczęto budowę nowej szkoły, której głównym wykonawcą było Przedsiębiorstwo Budownictwa Rolniczego w Pszczynie. Po kilku latach prac, 3 września 1990 roku, nowy obiekt został oddany do użytku. Pierwszym dyrektorem placówki został mgr Henryk Kostka. Nowoczesna szkoła składała się z pięciu segmentów, w tym bloku sportowego, sal lekcyjnych, biblioteki, kuchni i stołówki, a w jej sąsiedztwie wzniesiono przedszkole dla 50 dzieci oraz dom nauczyciela. Dyrektorem Przedszkola Publicznego w Radostowicach została mgr Janina Bartas.
W 1999 roku na terenie szkoły powstało Gimnazjum Publiczne, którego dyrektorem została mgr Teresa Wyrobek.
W 2001 roku mgr Małgorzata Jakubik rozpoczęła starania o rozbudowę placówki z uwagi na brak wystarczającej liczby sal lekcyjnych. Modernizacja szkoły trwała od 2005 do 2007 roku i obejmowała docieplenie budynku, wymianę dachu oraz dobudowę trzech sal lekcyjnych. Rozbudowa umożliwiła także powiększenie biblioteki szkolnej oraz Filii Gminnej Biblioteki Publicznej, w której utworzono czytelnię i organizowano liczne zajęcia pozalekcyjne.
Obecnie we wsi funkcjonuje Szkoła Podstawowa im. Jana Brzechwy oraz przedszkole publiczne.

## Przyroda
W Radostowicach znajduje się siedziba leśnictwa Radostowice, które jest częścią nadleśnictwa Kobiór. Na terenie leśnictwa znajduje się rezerwat Babczyna Dolina oraz staw Kościelniok. 
Dąb szypułkowy przy leśniczówce w Radostowicach został ustanowiony pomnikiem przyrody w 1956 roku. Jego obwód wynosi 512 cm, pierśnica 163 cm, a wysokość 24 m.
Przez wieś przepływa rzeka Dokawa, która jest lewobrzeżnym dopływem Pszczynki, która wprowadza swoje wody do Wisły.

## Radostowianki
Regionalny Zespół Śpiewaczy „Radostowianki” został założony we wrześniu 1980 roku. Do 2017 roku kierownikiem artystycznym zespołu była mgr Jadwiga Masny, od 2018 roku funkcję tę pełni Halina Gryszko. W skład zespołu wchodzi dwanaście kobiet w wieku od 18 do 84 lat.
Zespół posiada w swoim repertuarze około 250 pieśni ludowych. Występuje w autentycznych strojach noszonych przez mężatki na Ziemi Pszczyńskiej na początku XX wieku. „Radostowianki” biorą udział w licznych konkursach folklorystycznych, zdobywając liczne nagrody i wyróżnienia. Zespół występował m.in. na Festiwalu Kapel i Śpiewaków Ludowych w Kazimierzu nad Wisłą, podczas otwarcia wystaw w Muzeum Miejskim w Tychach oraz na Festiwalu „Kolory Polski”. Koncertował również na Słowacji podczas spotkania Gmin Partnerskich w Zakamenne oraz brał udział w wydarzeniach takich jak Targi Funduszy Europejskich w Pszczynie czy Targi Turystyczne EXPOSilesia.
W 2012 i 2022 roku „Radostowianki” występowały z projektem „Hurdu_hurdu” Adama Olesia na terenie całego Śląska. Zespół był także bohaterem audycji Radia Katowice (2001) oraz programu telewizyjnego TVP (2005). W 2015 roku nagrał starą maryjną pieśń kościelną jako tło ekspozycji w Muzeum Śląskim w Katowicach. Przed pandemią COVID-19 prowadził działalność edukacyjną wśród dzieci i młodzieży w powiecie pszczyńskim, realizując program „Wyliczanki i kołysanki ludowe”.
Zespół nagrał dwie płyty: „Jak jo byda syna miała” oraz „Hurdu_hurdu” (we współpracy z Adamem Olesiem). Druga z nich, łącząca śląskie pieśni ludowe z jazzową improwizacją, zdobyła trzecią nagrodę w konkursie na Folkowy Fonogram Roku 2012 organizowanym przez Polskie Radio. Ponadto „Radostowianki” uczestniczyły w nagraniach albumu „Na suszeckij wieży”, będącego częścią śpiewnika „Koło mego łokiyneczka. Pieśni ludowe Ziemi Pszczyńskiej”.
W 2008 roku zespół otrzymał Złotą Odznakę Honorową za Zasługi dla Województwa Śląskiego, a w 2016 roku Odznakę Honorową „Zasłużony dla Kultury Polskiej” nadaną przez Ministra Kultury i Dziedzictwa Narodowego. Ponadto został wyróżniony Statuetką Żubra Pszczyńskiego oraz Odznaką Honorową Gminy Suszec.